# Niagara (Dakota Północna)
Niagara – miasto w Stanach Zjednoczonych, w stanie Dakota Północna, w hrabstwie Grand Forks.